# DJシャドウ
DJ シャドウ (DJ Shadow、本名：Josh Davis（ジョッシュ・デイヴィス）、1972年6月29日  - ）はアメリカのミュージシャン、音楽プロデューサー、DJ、turntablist（ターンテブリスト）。ターンテーブルとサンプラーを楽器として扱い、後にトリップ・ホップ、アブストラクト・ヒップホップと呼ばれる新しいジャンルを作り上げた音楽家の一人。英国音楽誌「NME」は彼を「ギターをサンプラーに持ち替えたジミ・ヘンドリックス」と表現した。また、レコード・コレクターとしても有名であり、「King Of Diggin'(レコード掘り)」と彼を呼ぶ人もいる。

## 経歴
1973年1月1日にアメリカ合衆国カリフォルニア州ヘイワードに生まれた彼は、ティーンネージ時代をカリフォルニア州北部にあるサンフランシスコ等を含むベイエリアと呼ばれる地域のDavis(ディヴィス)で過ごし、地元の公共ラジオ局KDVSにてDJ活動を行う。大学時代にそこで出会った仲間Blackalicious(ブラッカリシャス),Lyrics Born(リリックス・ボーン)らとレーベル"Solesides(ソールサイズ)"を設立し、1991年にミックステープ「Reconstructed From the Ground Up」をリリースした。また、同じ年にLifer's Groupと一緒に出した初レコード・シングル「Lesson 4/The Real Deal」はプロモーション・オン リーという事で、そのオリジナル版は約800枚しか存在しない為、最も人気の高い入手困難なレコードの一つとされている。故にこのレコード盤には海賊版が出回っており、8th Wonder（エイス・ワンダー）手書きのリリース用フライヤーの付いている物が本物とされている。
その後、イギリスのJames Lavelle(ジェームス・ラヴェル)が率いるレーベルMo' Wax(モ・ワックス)と契約を結び、シングル「In/Flux」(93年)を発表。この作品はその後UKを中心に展開するトリップ・ホップの最初の作品と目された。同じく93年には自身のレーベルからAsia Born(エイジア・ボーン)[後のLyrics Born]と共に限定プレスで「SoleSides: SS001」をリリースし、AAサイドに入れられたシャドウの「Entropy」は、オールドスクールをはじめ様々な音楽を聴くことで培ってきた「彼自身のヒップホップ」を続々と形にし、「アブストラクト・ヒップホップ」と呼ばれるサウンドの先鞭を取る。翌年94年にはシングル「Lost & Found (S.F.L.)」を同じMo'Waxレーベル仲間の日本人アーティスト、DJ KRUSHのシングル「Kemuri」と同じ12"レコードに盛り込み、発表。その後もMo'WaxやSolesidesからシングルやコンピ集を出し続ける。
1996年には最初のソロ・アルバム『Endtroducing.....』を世に送り出した。シャドウは92年に買ったAKAI製MPC 60と後に入手したMPC 3000、DAWソフトとTechnics製のターンテーブルそしてミキサーのみを用いてこのアルバムを作りこみ、あらゆるジャンルの音楽を取り入れながらも全くのオリジナルのフィールドを開拓したとして、90年代に発表された多くの作品の中でも音楽史に残るアルバムとして高い評価を受け、ヒップホップ・クラシックとしても認知されている。このアルバムのトラックの殆どは、今はもうオーナーが亡くなったことにより閉鎖されてしまった彼の行きつけのレコード屋の地下室（映画「SCRATCH THE MOVIE」に出てくる）にある、埃まみれの50万枚以上の中古レコードの山から丹念にネタを選び出し、掘り出し物のサンプルを何層にも重ねて編集されて作られたものである。またこの作品は2001年にギネス・ワールド・レコーズに"First Completely Sampled Album(初の完全なるサンプリングアルバム)"として記録された。
活動はソロだけにとどまることなく、Dan the Automator(ダン・ジ・オートメイター)とはDr. Octagon(96,01)やHandsome Boy Modeling School(99)として作品を残し、Dj Q-Bert(DJ キューバート)とはミックスシングル「Camel Bobsled Race」を発表し、他にも、Solesidesのメンバーらの作品にトラックを提供したり、Mo'WaxのNigo(ニゴ)らとコラボレーションを行った。中でも98年にJames Lavelleと組んだユニット「アンクル」のアルバム『サイエンス・フィクション』はレディオヘッドのボーカルのトム・ヨーク、ビースティ・ボーイズのMike D(マイク・D)、ザ・ヴァーヴのリチャード・アシュクロフトといった国際的なアーティスト達が参加したとして、発売前後は話題になったものの、評判は個人によって随分と差が出たものになった。
同じ年にメジャー・レーベルに移籍する際、Mo'Waxから発表した作品をまとめたアルバム「Preemptive Strike」を出し、ある意味ベスト・アルバムとも言えるこのコンピレーションは真新しい作品をのせたアルバムではないにしろ、「What Does Your Soul Look Like」といった4部からなるバラバラであったトラックをまとめたりし、ひとつの大きな流れのあるアルバムとして、彼のアルバムの中でも最も人気の高い物の一つとなっている。
1999年友人でありプロデューサーでもあるカット・ケミストと共に、7インチのアメリカン・ファンク・レコードだけで作り上げられた「Brainfreeze」は、サンフランシスコで行ったライブの練習を録音したもので、ファンク・コレクター・シーンに衝撃を与えた。2001年にも二人で7インチレコードのみを用いた、「Product Placement」を発表し、このツアーで来日した際見事にライブでプレイした。
自身のレーベルSolesidesは2000年に「Quanumm」という名に変わり、それまでのレーベルでの作品をまとめた「SoleSides: Greatest Bumps」をシャドウは自身の作品を含みプロデューサーとして、またミキサーと発表した。2002年MCAレコード(ユニバーサルミュージック)から、ソロアルバムとしては2作目の「The Private Press」を出した。「何よりも、エンターテイニングなレコードにしたかった」というこの作品は2000年8月から2001年12月の間に作られ、「自分の哲学は、リリースするものすべてを前のと違うものにすること。『Endtroducing.....』との共通点は、自分のレーベルQuannum/Solesidesの仲間であるLateef(ラティーフ)が1曲でMCをしていることと、サンプリングをベースにしていることだけだ。」とコメントし、ファースト・アルバムの続編ではないという印象を与えた。前作とは多少異なるこのアルバムは新たなリスナーを得ることになる。また、日本版としてリミックス・アルバム「The Private Repress」も出した。
2004年にはロンドンはブリクストン・アカデミーで行われたワールド・ツアーのライブを収めた「In Tune and On Time」をDVDとLive LP,CDとして出し、生ドラマーとのターンテブリストとの競演でつくられた「Keepintime: The Remixes」にも曲を提供した。2005年にはファースト・アルバム「Endtroducing...」に収められなかった別トラック等の入ったCD「EXCESSIVE EPHEMERA」を含む「Etroducing... Deluxe Edition」をMCAよりリリース。同年、ブランド会社OBEY(オベイ)とのコラボレーションでTシャツ等をつくり、同時にミックスCD「Funky Skunk」を発売した。この作品は次のソロ・アルバムの方向性を垣間見ることが出来る。
またシャドウは「Schoolhouse Funk」(00)、「Schoolhouse Funk II」(05)といったコンピレーションを通して、ハイスクール・マーチングバンド・ファンクというジャンルを取り上げ、過去の音楽財産を新しい音楽の為に世に出すという彼らしい音楽活動も行っている。
2006年、サードとなるソロ・アルバム「The Outsider」を発表。前2作とは大きく異なる作品であり、自身も「多分みんなは、"あいつ昔と何かが変わったな"と思っているだろうね」とコメントしている。前作発表後、人生観を変える出来事があり、そのことが大きく影響しているとしている。ひとつは彼の妻が03年に双子を妊娠した際「単絨毛膜単羊膜胎盤」という“雷に当たる確率の方が4倍高い”と言われる症状であることが判明。子宮の中で双子が同じ羊膜の中で発育していくという症状で、母子共に生存しない可能性が高いとのことだった。夫妻は何ヶ月間も悩み苦しんだが、無事出産でき現在は健康な双子の娘と共に暮らしている。もうひとつの出来事は、ロンドンで「The Outsider」の制作中、レコーディングからタクシーで深夜帰宅した際、タクシーの運転手がハンドルを握りながら居眠りしてしまい、赤信号を無視したまま走り続け、タクシーはワンボックスカーと衝突。奇跡的にケガ人はいなかったが、一秒遅れていれば死亡していたかもしれないという恐怖を体験をする。以後、「人生が短いということに気づいただけではなく、いつでも死ぬ可能性があることが分かったんだ。だから、自分がやりたいことをやるしかないと心に決めた。」とインタビューでは答えている。殆どのトラックでボーカルをフィーチャーし、完全なヒップホップ曲の多いこのアルバムを通して彼は、一部のそれまでのファンを失うと共に新しい層のリスナーを得る事となった。

## ディスコグラフィー

### アルバム
- 1996 - Endtroducing.....
- 1998 - Preemptive Strike
- 2002 - The Private Press
- 2003 - The Private Repress (Japanese Remix Album)
- 2004 - Live! In Tune and on Time
- 2005 - Endtroducing..... (2xCD Deluxe Edition)
- 2006 - The Outsider
- 2011 - The Less You Know, The Better
- 2016 - The Mountain Will Fall
- 2019 - Our Pathetic Age[2]

### シングル
- 1991 - Lifer's Group/DJ Shadow - The Real Deal (Shadow Remix)/Lesson 4 Promo 12" Only
- 1993 - Asia Born/DJ Shadow - Send Them/Count and Estimate (Dub)/Hip-Hop Reconstruction from the

Ground Up 12"
- 1993 - In/Flux / Hindsight 12"
- 1994 - Lost & Found (S.F.L.) (Split 12" with DJ Krush - Kemuri)
- 1995 - What Does Your Soul Look Like
- 1996 - Fully Charged on Planet X / Hardcore (Instrumental) Hip-Hop (by Chief Xcel/DJ Shadow - Hardcore (Instrumental) Hip-Hop and Last Stop are Shadow tracks)
- 1996 - Midnight in a Perfect World
- 1996 - Stem CD/7"
- 1997 - High Noon CD/12"/7"
- 2000 - Dark Days (Music from Dark Days Documentary Soundtrack) CD/7"
- 2002 - You Can't Go Home Again CD/12"
- 2002 - Six Days CD/DVD/12"
- 2003 - Mashin' on the Motorway / Walkie Talkie CD/DVD
- 2003 - March of Death (with Zack de la Rocha) mp3 only
- 2004 - Would You Buy A War From This Man? 7" Picture disk (Remix of Radiohead's The Gloaming)
- 2005 - Keane - We Might As Well Be Strangers (DJ Shadow vs. Keane Mix) 10"
- 2006 - 3 Freaks - DJ Shadow feat. Turf Talk & Keak da Sneak 12" Promo
- 2006 - Enuff - w/ Q-Tip and Lateef

### ミックス
- 2000 - Schoolhouse Funk
- 2003 - Diminishing Returns
- 2005 - Schoolhouse Funk II
- 2005 - One Night in Bangkok (unofficial release)
- 2005 - Funky Skunk

### コラボレーション
- 1994 - The Time Has Come (Featured on answering machine message, no production)  [U.N.K.L.E.]
- 1997 - Camel Bobsled Race (Q-Bert Mega Mix)  [Q-Bert]
- 1998 - Psyence Fiction [U.N.K.L.E.]
- 1998 - Bombay the Hard Way: Guns, Cars and Sitars [Dan the Automator]
- 1999 - Brainfreeze  [Cut Chemist]
- 2001 - Product Placement  [Cut Chemist]
- 2004 - Product Placement on Tour [Cut Chemist]

### アルバム・フィーチャー
- 1993 - Sleeping with the Enemy (by Paris)
- 1995 - The Story Of Mo Wax (various artists, Lost And Found and What Does Your Soul Look Like? (1 & 2) by Shadow)
- 1996 - Dr. Octagonecologyst (by Dr. Octagon, Shadow featured on Waiting List (DJ Shadow / Automator Mix)
- 1999 - Quannum Spectrum (various artists, DJ Shadow on Divine Intervention and Storm Warning)
- 1999 - So...How's Your Girl? (Handsome Boy Modeling School, DJ Shadow features on Holy Calamity (Bear Witness II) with DJ Quest)
- 2000 - Solesides Greatest Bumps (various artists, Shadow contributes 3 tracks and produces 6 more)
- 2002 - The Ultimate Lessons (various artists bootleg, Shadow on Lesson 4, Live Lesson B, and Live Lesson C)
- 2004 - Damage (by Jon Spencer Blues Explosion produces the track Fed Up And Low Down)
- 2004 - Brothers from the Mother (by Zimbabwe Legit, DJ Shadow's remix called Shadow's Legitimate Mix)
- 2005 - Same Shit Different Day (by Lyrics Born, produces Over You)
- 2005 - Hell's Winter (by Cage, produces Grand Ol' Party Crash with Jello Biafra)
- 2005 - Beef or Chicken? (by Teriyaki Boyz produces the track Kamikaze 108)

### ライブ
- 2000 - Freeze VHS/DVD
- 2004 - Product Placement on Tour CD/DVD
- 2004 - In Tune and On Time CD/DVD